# Бастія (аеропорт)
Аеропорт Бастія -Поретта (французька Aéroport de Bastia Poretta, IATA: BIA, ICAO: LFKB) — аеропорт, що обслуговує Бастію на французькому середземноморському острові Корсика. Розташований за 17 км SSE від Бастії у місті Луччана, обидва з яких є комунами департаменту Верхня Корсика.

## Авіалінії та напрямки, лютий 2020
| Авіакомпанія          | Пункт призначення |
| --------------------- | --- |
| Air Corsica           | Ліон, Марсель, Ніцца, Париж-Орлі Сезонний: Брюссель-Шарлеруа, Доль, Льєж, Лондон-Станстед, Нант, Париж-Шарль де Голль, Тулон                     |
| Air France            | Париж-Орлі Сезонний: Бордо, Кастр, Клермон-Ферран, Ліон, Мец-Нансі, Монпельє, Нант, По, Перпіньян, Ренн, Страсбург, Тулуза, Париж-Шарль де Голль |
| ASL Airlines France   | Сезонний: Уджда, Париж-Шарль де Голль |
| Atlantic Airways      | Сезонний: Копенгаген |
| British Airways       | Сезонний: Лондон-Хітроу |
| Brussels Airlines     | Сезонний: Брюссель |
| Chalair Aviation      | Сезонний: Лімож, Перпіньян |
| easyJet               | Сезонний: Берлін-Шенефельд, Бордо, Лондон-Гатвік, Лондон-Станстед, Ліон, Манчестер, Нант, Париж-Шарль де Голль, Тулуза, Венеція                  |
| easyJet Switzerland   | Сезонний: Базель-Мюлуз, Женева |
| Eurowings             | Сезонний: Берлін-Тегель, Кельн/Бонн, Дюссельдорф, Гамбург, Мюнхен, Штутгарт, Відень                                                              |
| HOP!                  | Сезонний: Анже, Бордо, Руан |
| Iberia                | Сезонний: Мадрид |
| Lufthansa             | Сезонний: Мюнхен, Франкфурт |
| Luxair                | Сезонний: Люксембург |
| Norwegian Air Shuttle | Сезонний: Копенгаген, Стокгольм-Арланда |
| Scandinavian Airlines | Сезонний: Копенгаген, Стокгольм-Арланда |
| TUI fly Belgium       | Сезонний: Брюссель |
| Volotea               | Сезонний: Брест-Бретань, Бордо, Кан, Лілль, Мадрид, Нант, Страсбург, Тулуза                                                                      |
| Vueling               | Сезонний: Барселона |